# Kotel (pořad)
Kotel je televizní pořad TV Nova žánrem mezi diskusí a talk show. Moderovala jej Michaela Jílková. Vysílal se ve večerních hodinách v přímém přenosu v letech 1998–2005. Do pořadu byl pozván host (většinou politik) a přítomné publikum mu pokládalo otázky. Host a moderátorka stáli na pódiu, okolo něhož se zvedalo hlediště s publikem. Prostředí i znělka s ohnivými symboly připomínalo kotel. Diváci byli často rozvášnění, pískali, pokřikovali a vulgárně hosty uráželi.